# Eleições legislativas portuguesas de 2009 no distrito de Portalegre
| Eleições legislativas portuguesas de 2009 Distritos: Aveiro \| Beja \| Braga \| Bragança \| Castelo Branco \| Coimbra \| Évora \| Faro \| Guarda \| Leiria \| Lisboa \| Portalegre \| Porto \| Santarém \| Setúbal \| Viana do Castelo \| Vila Real \| Viseu \| Açores \| Madeira \| Estrangeiro |

## Resultados por Concelho
Os resultados nos concelhos do Distrito de Portalegre foram os seguintes:

### Alter do Chão
| Partido                 | Partido                        | Votos | %               | +/-   |
| ----------------------- | ------------------------------ | ----- | --------------- | ----- |
|                         | Partido Socialista             | 687   | 33,27 / 100,00  | 17,90 |
|                         | Partido Social Democrata       | 560   | 27,12 / 100,00  | 4,43  |
|                         | Coligação Democrática Unitária | 313   | 15,16 / 100,00  | 1,20  |
|                         | CDS – Partido Popular          | 219   | 10,61 / 100,00  | 5,74  |
|                         | Bloco de Esquerda              | 156   | 7,55 / 100,00   | 3,46  |
|                         | PCTP/MRPP                      | 54    | 2,62 / 100,00   | 1,84  |
|                         | Outros                         | 25    | 1,22 / 100,00   |       |
| Votos Inválidos         | Votos Inválidos                | 51    | 2,47 / 100,00   | 0,50  |
| Total                   | Total                          | 2 065 | 100,00 / 100,00 |       |
| Eleitorado/Participação | Eleitorado/Participação        | 3 340 | 61,83 / 100,00  | 2,52  |

| Freguesia     | %     | %     | %     | %     | %    | %    | Votantes |
| Freguesia     | PS    | PSD   | CDU   | CDS   | BE   | PCTP | Votantes |
| ------------- | ----- | ----- | ----- | ----- | ---- | ---- | -------- |
| Alter do Chão | 29,90 | 33,81 | 9,65  | 11,16 | 9,41 | 2,07 | 1 254    |
| Chancelaria   | 39,08 | 20,31 | 16,62 | 14,77 | 2,77 | 3,08 | 325      |
| Cunheira      | 47,72 | 14,52 | 14,11 | 7,47  | 6,22 | 4,98 | 241      |
| Seda          | 28,57 | 14,29 | 42,45 | 5,31  | 5,71 | 2,45 | 245      |
| Alter do Chão | 33,27 | 27,12 | 15,16 | 10,61 | 7,55 | 2,62 | 2 065    |

### Arronches
| Partido                 | Partido                        | Votos | %               | +/-   |
| ----------------------- | ------------------------------ | ----- | --------------- | ----- |
|                         | Partido Socialista             | 750   | 38,60 / 100,00  | 19,80 |
|                         | Partido Social Democrata       | 628   | 32,32 / 100,00  | 12,44 |
|                         | Bloco de Esquerda              | 180   | 9,26 / 100,00   | 6,12  |
|                         | Coligação Democrática Unitária | 150   | 7,72 / 100,00   | 2,64  |
|                         | CDS – Partido Popular          | 123   | 6,33 / 100,00   | 1,83  |
|                         | PCTP/MRPP                      | 39    | 2,01 / 100,00   | 1,38  |
|                         | Outros                         | 34    | 1,74 / 100,00   |       |
| Votos Inválidos         | Votos Inválidos                | 39    | 2,00 / 100,00   | 0,31  |
| Total                   | Total                          | 1 943 | 100,00 / 100,00 |       |
| Eleitorado/Participação | Eleitorado/Participação        | 2 895 | 67,12 / 100,00  | 1,74  |

| Freguesia | %     | %     | %     | %     | %    | %    | Votantes |
| Freguesia | PS    | PSD   | BE    | CDU   | CDS  | PCTP | Votantes |
| --------- | ----- | ----- | ----- | ----- | ---- | ---- | -------- |
| Assunção  | 32,82 | 33,63 | 10,70 | 11,24 | 5,58 | 1,98 | 1 112    |
| Esperança | 40,99 | 36,43 | 6,26  | 3,04  | 7,78 | 1,71 | 527      |
| Mosteiros | 55,59 | 20,39 | 9,21  | 2,96  | 6,58 | 2,63 | 304      |
| Arronches | 38,60 | 32,32 | 9,26  | 7,72  | 6,33 | 2,01 | 1 943    |

### Avis
| Partido                 | Partido                        | Votos | %               | +/-  |
| ----------------------- | ------------------------------ | ----- | --------------- | ---- |
|                         | Coligação Democrática Unitária | 1 215 | 42,72 / 100,00  | 0,42 |
|                         | Partido Socialista             | 718   | 25,25 / 100,00  | 8,03 |
|                         | Partido Social Democrata       | 399   | 14,03 / 100,00  | 0,10 |
|                         | Bloco de Esquerda              | 236   | 8,30 / 100,00   | 3,79 |
|                         | CDS – Partido Popular          | 107   | 3,76 / 100,00   | 1,34 |
|                         | PCTP/MRPP                      | 53    | 1,86 / 100,00   | 0,72 |
|                         | Outros                         | 39    | 1,39 / 100,00   |      |
| Votos Inválidos         | Votos Inválidos                | 77    | 2,70 / 100,00   | 0,80 |
| Total                   | Total                          | 2 844 | 100,00 / 100,00 |      |
| Eleitorado/Participação | Eleitorado/Participação        | 4 086 | 69,60 / 100,00  | 3,09 |

| Freguesia         | %     | %     | %     | %     | %     | %    | Votantes |
| Freguesia         | CDU   | PS    | PSD   | BE    | CDS   | PCTP | Votantes |
| ----------------- | ----- | ----- | ----- | ----- | ----- | ---- | -------- |
| Alcôrrego         | 66,30 | 17,41 | 3,33  | 5,93  | 1,85  | 1,48 | 270      |
| Aldeia Velha      | 54,75 | 20,81 | 10,41 | 5,88  | 4,07  | 0,45 | 221      |
| Avis              | 37,50 | 25,00 | 17,02 | 10,58 | 3,08  | 2,50 | 1 040    |
| Benavila          | 39,47 | 30,06 | 13,91 | 6,54  | 3,48  | 1,43 | 489      |
| Ervedal           | 35,94 | 28,13 | 15,89 | 10,68 | 3,39  | 3,13 | 384      |
| Figueira e Barros | 47,39 | 26,07 | 13,27 | 6,16  | 2,37  | 0,95 | 211      |
| Maranhão          | 91,30 | 4,35  | 0     | 0     | 0     | 0    | 23       |
| Valongo           | 35,44 | 26,21 | 16,02 | 5,34  | 12,62 | 0,49 | 206      |
| Avis              | 42,72 | 25,25 | 14,03 | 8,30  | 3,76  | 1,86 | 2 844    |

### Campo Maior
| Partido                 | Partido                        | Votos | %               | +/-   |
| ----------------------- | ------------------------------ | ----- | --------------- | ----- |
|                         | Partido Socialista             | 2 053 | 45,84 / 100,00  | 12,88 |
|                         | Coligação Democrática Unitária | 865   | 19,31 / 100,00  | 0,41  |
|                         | Partido Social Democrata       | 618   | 13,80 / 100,00  | 1,97  |
|                         | Bloco de Esquerda              | 550   | 12,28 / 100,00  | 7,60  |
|                         | CDS – Partido Popular          | 188   | 4,20 / 100,00   | 2,00  |
|                         | PCTP/MRPP                      | 66    | 1,47 / 100,00   | 0,57  |
|                         | Outros                         | 51    | 1,14 / 100,00   |       |
| Votos Inválidos         | Votos Inválidos                | 88    | 1,96 / 100,00   | 0,17  |
| Total                   | Total                          | 4 479 | 100,00 / 100,00 |       |
| Eleitorado/Participação | Eleitorado/Participação        | 7 631 | 58,69 / 100,00  | 5,45  |

| Freguesia                            | %     | %     | %     | %     | %    | %    | Votantes |
| Freguesia                            | PS    | CDU   | PSD   | BE    | CDS  | PCTP | Votantes |
| ------------------------------------ | ----- | ----- | ----- | ----- | ---- | ---- | -------- |
| Nossa Senhora da Expectação          | 44,78 | 17,34 | 16,79 | 12,14 | 4,55 | 1,35 | 2 001    |
| Nossa Senhora da Graça dos Degolados | 51,92 | 23,35 | 7,14  | 12,64 | 1,92 | 1,10 | 364      |
| São João Batista                     | 45,79 | 20,48 | 12,11 | 12,35 | 4,26 | 1,66 | 2 114    |
| Campo Maior                          | 45,84 | 19,31 | 13,80 | 12,28 | 4,20 | 1,47 | 4 479    |

### Castelo de Vide
| Partido                 | Partido                        | Votos | %               | +/-   |
| ----------------------- | ------------------------------ | ----- | --------------- | ----- |
|                         | Partido Socialista             | 796   | 37,21 / 100,00  | 18,27 |
|                         | Partido Social Democrata       | 618   | 28,89 / 100,00  | 4,71  |
|                         | Bloco de Esquerda              | 264   | 12,34 / 100,00  | 7,07  |
|                         | CDS – Partido Popular          | 158   | 7,39 / 100,00   | 3,37  |
|                         | Coligação Democrática Unitária | 143   | 6,69 / 100,00   | 0,73  |
|                         | PCTP/MRPP                      | 47    | 2,20 / 100,00   | 1,18  |
|                         | Outros                         | 42    | 1,95 / 100,00   |       |
| Votos Inválidos         | Votos Inválidos                | 71    | 3,32 / 100,00   | 0,32  |
| Total                   | Total                          | 2 139 | 100,00 / 100,00 |       |
| Eleitorado/Participação | Eleitorado/Participação        | 3 144 | 68,03 / 100,00  | 0,65  |

| Freguesia                                | %     | %     | %     | %    | %     | %    | Votantes |
| Freguesia                                | PS    | PSD   | BE    | CDS  | CDU   | PCTP | Votantes |
| ---------------------------------------- | ----- | ----- | ----- | ---- | ----- | ---- | -------- |
| Nossa Senhora da Graça de Póvoa e Meadas | 48,28 | 16,01 | 10,10 | 3,20 | 12,56 | 3,20 | 406      |
| Santa Maria da Devesa                    | 33,17 | 31,34 | 13,50 | 9,06 | 5,79  | 2,31 | 1 037    |
| Santiago Maior                           | 39,45 | 39,91 | 8,26  | 5,96 | 2,29  | 0,46 | 218      |
| São João Baptista                        | 35,56 | 29,50 | 13,60 | 7,95 | 5,65  | 1,88 | 478      |
| Castelo de Vide                          | 37,21 | 28,89 | 12,34 | 7,39 | 6,69  | 2,20 | 2 139    |

### Crato
| Partido                 | Partido                        | Votos | %               | +/-   |
| ----------------------- | ------------------------------ | ----- | --------------- | ----- |
|                         | Partido Socialista             | 1 014 | 41,05 / 100,00  | 15,68 |
|                         | Partido Social Democrata       | 518   | 20,97 / 100,00  | 2,84  |
|                         | Coligação Democrática Unitária | 404   | 16,36 / 100,00  | 2,48  |
|                         | Bloco de Esquerda              | 204   | 8,26 / 100,00   | 5,30  |
|                         | CDS – Partido Popular          | 154   | 6,23 / 100,00   | 2,57  |
|                         | PCTP/MRPP                      | 87    | 3,52 / 100,00   | 1,92  |
|                         | Outros                         | 32    | 1,28 / 100,00   |       |
| Votos Inválidos         | Votos Inválidos                | 57    | 2,30 / 100,00   | 0,19  |
| Total                   | Total                          | 2 470 | 100,00 / 100,00 |       |
| Eleitorado/Participação | Eleitorado/Participação        | 3 624 | 68,16 / 100,00  | 0,13  |

| Freguesia        | %     | %     | %     | %     | %    | %    | Votantes |
| Freguesia        | PS    | PSD   | CDU   | BE    | CDS  | PCTP | Votantes |
| ---------------- | ----- | ----- | ----- | ----- | ---- | ---- | -------- |
| Aldeia da Mata   | 46,07 | 26,79 | 12,86 | 1,79  | 7,50 | 2,50 | 280      |
| Crato e Mártires | 37,24 | 21,02 | 17,12 | 10,81 | 6,31 | 4,30 | 999      |
| Flor da Rosa     | 29,84 | 23,56 | 15,18 | 15,18 | 6,81 | 3,14 | 156      |
| Gáfete           | 46,38 | 17,61 | 16,67 | 8,02  | 4,87 | 2,83 | 636      |
| Monte da Pedra   | 48,48 | 19,70 | 14,65 | 1,52  | 7,07 | 5,05 | 198      |
| Vale do Peso     | 39,16 | 22,29 | 19,88 | 4,82  | 7,23 | 1,81 | 166      |
| Crato            | 41,05 | 20,97 | 16,36 | 8,26  | 6,23 | 3,52 | 2 470    |

### Elvas
| Partido                 | Partido                        | Votos  | %               | +/-   |
| ----------------------- | ------------------------------ | ------ | --------------- | ----- |
|                         | Partido Socialista             | 4 375  | 42,65 / 100,00  | 20,49 |
|                         | Partido Social Democrata       | 2 144  | 20,90 / 100,00  | 4,05  |
|                         | Bloco de Esquerda              | 1 368  | 13,33 / 100,00  | 7,89  |
|                         | CDS – Partido Popular          | 1 127  | 10,99 / 100,00  | 4,96  |
|                         | Coligação Democrática Unitária | 608    | 5,93 / 100,00   | 0,84  |
|                         | PCTP/MRPP                      | 178    | 1,74 / 100,00   | 1,19  |
|                         | Outros                         | 174    | 1,69 / 100,00   |       |
| Votos Inválidos         | Votos Inválidos                | 285    | 2,78 / 100,00   | 0,81  |
| Total                   | Total                          | 10 259 | 100,00 / 100,00 |       |
| Eleitorado/Participação | Eleitorado/Participação        | 20 325 | 50,47 / 100,00  | 10,62 |

| Freguesia                         | %     | %     | %     | %     | %     | %    | Votantes |
| Freguesia                         | PS    | PSD   | BE    | CDS   | CDU   | PCTP | Votantes |
| --------------------------------- | ----- | ----- | ----- | ----- | ----- | ---- | -------- |
| Ajuda, Salvador e Santo Ildefonso | 45,20 | 19,62 | 15,57 | 8,96  | 5,33  | 1,92 | 469      |
| Alcáçova                          | 49,95 | 16,21 | 13,91 | 9,53  | 4,38  | 0,99 | 913      |
| Assunção                          | 33,74 | 31,30 | 13,16 | 13,33 | 3,35  | 0,62 | 3 527    |
| Barbacena                         | 47,55 | 14,67 | 9,78  | 9,78  | 11,14 | 2,72 | 368      |
| Caia e São Pedro                  | 48,56 | 12,97 | 16,67 | 10,40 | 5,20  | 2,19 | 1 596    |
| Santa Eulália                     | 50,43 | 16,58 | 8,03  | 8,72  | 10,60 | 2,22 | 585      |
| São Brás e São Lourenço           | 49,10 | 15,63 | 11,89 | 10,59 | 5,81  | 1,94 | 774      |
| São Vicente e Ventosa             | 55,45 | 8,96  | 12,11 | 7,26  | 8,72  | 3,63 | 413      |
| Terrugem                          | 42,66 | 15,93 | 11,36 | 8,45  | 13,16 | 2,77 | 722      |
| Vila Boim                         | 41,24 | 16,94 | 14,58 | 10,60 | 7,66  | 3,98 | 679      |
| Vila Fernando                     | 35,21 | 25,35 | 15,02 | 14,08 | 5,16  | 1,41 | 213      |
| Elvas                             | 42,65 | 20,90 | 13,33 | 10,99 | 5,93  | 1,74 | 10 259   |

### Fronteira
| Partido                 | Partido                        | Votos | %               | +/-   |
| ----------------------- | ------------------------------ | ----- | --------------- | ----- |
|                         | Partido Socialista             | 842   | 39,49 / 100,00  | 13,58 |
|                         | Partido Social Democrata       | 594   | 27,86 / 100,00  | 3,46  |
|                         | Coligação Democrática Unitária | 250   | 11,73 / 100,00  | 1,93  |
|                         | Bloco de Esquerda              | 187   | 8,77 / 100,00   | 4,45  |
|                         | CDS – Partido Popular          | 147   | 6,89 / 100,00   | 3,18  |
|                         | PCTP/MRPP                      | 35    | 1,64 / 100,00   | 0,65  |
|                         | Outros                         | 39    | 1,83 / 100,00   |       |
| Votos Inválidos         | Votos Inválidos                | 38    | 1,78 / 100,00   | 1,11  |
| Total                   | Total                          | 2 132 | 100,00 / 100,00 |       |
| Eleitorado/Participação | Eleitorado/Participação        | 3 224 | 66,13 / 100,00  | 0,63  |

| Freguesia      | %     | %     | %     | %    | %    | %    | Votantes |
| Freguesia      | PS    | PSD   | CDU   | BE   | CDS  | PCTP | Votantes |
| -------------- | ----- | ----- | ----- | ---- | ---- | ---- | -------- |
| Cabeço de Vide | 36,39 | 25,17 | 17,52 | 9,69 | 6,80 | 1,36 | 588      |
| Fronteira      | 40,32 | 29,76 | 7,44  | 8,81 | 7,52 | 2,05 | 1 317    |
| São Saturnino  | 42,73 | 23,79 | 21,59 | 6,17 | 3,52 | 0    | 227      |
| Fronteira      | 39,49 | 27,86 | 11,73 | 8,77 | 6,89 | 1,64 | 2 132    |

### Gavião
| Partido                 | Partido                        | Votos | %               | +/-   |
| ----------------------- | ------------------------------ | ----- | --------------- | ----- |
|                         | Partido Socialista             | 1 269 | 46,67 / 100,00  | 17,93 |
|                         | Partido Social Democrata       | 502   | 18,46 / 100,00  | 3,37  |
|                         | Bloco de Esquerda              | 299   | 11,00 / 100,00  | 7,00  |
|                         | Coligação Democrática Unitária | 286   | 10,52 / 100,00  | 1,76  |
|                         | CDS – Partido Popular          | 169   | 6,22 / 100,00   | 3,40  |
|                         | PCTP/MRPP                      | 72    | 2,65 / 100,00   | 1,40  |
|                         | Outros                         | 44    | 1,62 / 100,00   |       |
| Votos Inválidos         | Votos Inválidos                | 78    | 2,86 / 100,00   | 0,22  |
| Total                   | Total                          | 2 719 | 100,00 / 100,00 |       |
| Eleitorado/Participação | Eleitorado/Participação        | 4 137 | 65,72 / 100,00  | 0,74  |

| Freguesia | %     | %     | %     | %     | %    | %    | Votantes |
| Freguesia | PS    | PSD   | BE    | CDU   | CDS  | PCTP | Votantes |
| --------- | ----- | ----- | ----- | ----- | ---- | ---- | -------- |
| Atalaia   | 43,80 | 16,53 | 17,36 | 9,09  | 7,44 | 1,65 | 121      |
| Belver    | 56,66 | 13,88 | 7,88  | 10,51 | 3,19 | 3,38 | 533      |
| Comenda   | 46,03 | 15,56 | 9,93  | 17,05 | 4,64 | 3,15 | 604      |
| Gavião    | 40,11 | 24,32 | 11,05 | 7,26  | 9,79 | 2,00 | 950      |
| Margem    | 49,90 | 16,24 | 13,89 | 9,20  | 4,31 | 2,74 | 511      |
| Gavião    | 46,67 | 18,46 | 11,00 | 10,52 | 6,22 | 2,65 | 2 719    |

### Marvão
| Partido                 | Partido                        | Votos | %               | +/-   |
| ----------------------- | ------------------------------ | ----- | --------------- | ----- |
|                         | Partido Socialista             | 853   | 39,93 / 100,00  | 16,71 |
|                         | Partido Social Democrata       | 675   | 31,55 / 100,00  | 7,10  |
|                         | CDS – Partido Popular          | 193   | 9,04 / 100,00   | 2,59  |
|                         | Bloco de Esquerda              | 164   | 7,68 / 100,00   | 3,79  |
|                         | Coligação Democrática Unitária | 92    | 4,31 / 100,00   | 1,11  |
|                         | PCTP/MRPP                      | 48    | 2,25 / 100,00   | 1,56  |
|                         | Outros                         | 31    | 1,44 / 100,00   |       |
| Votos Inválidos         | Votos Inválidos                | 81    | 3,79 / 100,00   | 0,63  |
| Total                   | Total                          | 2 136 | 100,00 / 100,00 |       |
| Eleitorado/Participação | Eleitorado/Participação        | 3 360 | 63,57 / 100,00  | 0,88  |

| Freguesia                | %     | %     | %    | %     | %    | %    | Votantes |
| Freguesia                | PS    | PSD   | CDS  | BE    | CDU  | PCTP | Votantes |
| ------------------------ | ----- | ----- | ---- | ----- | ---- | ---- | -------- |
| Beirã                    | 40,88 | 26,42 | 9,43 | 11,01 | 5,03 | 2,83 | 318      |
| Santa Maria de Marvão    | 36,67 | 37,41 | 8,52 | 8,89  | 2,59 | 0,74 | 270      |
| Santo António das Areias | 49,31 | 23,63 | 8,52 | 6,73  | 3,85 | 3,16 | 728      |
| São Salvador da Aramenha | 32,32 | 38,66 | 9,51 | 6,83  | 5,00 | 1,71 | 820      |
| Marvão                   | 39,93 | 31,55 | 9,04 | 7,68  | 4,31 | 2,25 | 2 136    |

### Monforte
| Partido                 | Partido                        | Votos | %               | +/-   |
| ----------------------- | ------------------------------ | ----- | --------------- | ----- |
|                         | Partido Socialista             | 726   | 37,73 / 100,00  | 21,20 |
|                         | Partido Social Democrata       | 364   | 18,92 / 100,00  | 3,54  |
|                         | Coligação Democrática Unitária | 325   | 16,89 / 100,00  | 3,40  |
|                         | Bloco de Esquerda              | 210   | 10,91 / 100,00  | 6,99  |
|                         | CDS – Partido Popular          | 186   | 9,67 / 100,00   | 5,90  |
|                         | PCTP/MRPP                      | 48    | 2,49 / 100,00   | 1,10  |
|                         | Outros                         | 24    | 1,25 / 100,00   |       |
| Votos Inválidos         | Votos Inválidos                | 41    | 2,13 / 100,00   | 0,25  |
| Total                   | Total                          | 1 924 | 100,00 / 100,00 |       |
| Eleitorado/Participação | Eleitorado/Participação        | 2 991 | 64,33 / 100,00  | 4,10  |

| Freguesia    | %     | %     | %     | %     | %     | %    | Votantes |
| Freguesia    | PS    | PSD   | CDU   | BE    | CDS   | PCTP | Votantes |
| ------------ | ----- | ----- | ----- | ----- | ----- | ---- | -------- |
| Assumar      | 35,47 | 17,43 | 26,61 | 7,65  | 7,03  | 2,75 | 327      |
| Monforte     | 32,72 | 23,18 | 11,92 | 13,11 | 12,85 | 2,52 | 755      |
| Santo Aleixo | 46,10 | 13,30 | 13,76 | 12,16 | 7,80  | 2,75 | 436      |
| Vaiamonte    | 39,90 | 18,23 | 21,67 | 8,13  | 7,88  | 1,97 | 406      |
| Monforte     | 37,73 | 18,92 | 16,89 | 10,91 | 9,67  | 2,49 | 1 924    |

### Nisa
| Partido                 | Partido                        | Votos | %               | +/-   |
| ----------------------- | ------------------------------ | ----- | --------------- | ----- |
|                         | Partido Socialista             | 1 816 | 38,30 / 100,00  | 16,50 |
|                         | Partido Social Democrata       | 1 190 | 25,10 / 100,00  | 2,94  |
|                         | Coligação Democrática Unitária | 571   | 12,04 / 100,00  | 1,70  |
|                         | Bloco de Esquerda              | 448   | 9,45 / 100,00   | 5,61  |
|                         | CDS – Partido Popular          | 376   | 7,93 / 100,00   | 4,13  |
|                         | PCTP/MRPP                      | 111   | 2,34 / 100,00   | 1,07  |
|                         | Outros                         | 79    | 1,38 / 100,00   |       |
| Votos Inválidos         | Votos Inválidos                | 150   | 3,17 / 100,00   | 0,21  |
| Total                   | Total                          | 4 741 | 100,00 / 100,00 |       |
| Eleitorado/Participação | Eleitorado/Participação        | 7 426 | 63,84 / 100,00  | 2,64  |

| Freguesia              | %     | %     | %     | %     | %    | %    | Votantes |
| Freguesia              | PS    | PSD   | CDU   | BE    | CDS  | PCTP | Votantes |
| ---------------------- | ----- | ----- | ----- | ----- | ---- | ---- | -------- |
| Alpalhão               | 33,20 | 36,11 | 9,26  | 7,01  | 9,39 | 1,06 | 756      |
| Amieira do Tejo        | 39,33 | 15,73 | 22,47 | 7,30  | 7,30 | 3,37 | 178      |
| Arez                   | 52,75 | 21,98 | 5,49  | 7,14  | 4,40 | 1,10 | 182      |
| Espírito Santo         | 33,48 | 29,01 | 8,58  | 12,53 | 9,27 | 1,97 | 1 165    |
| Montalvão              | 45,83 | 15,71 | 20,19 | 5,77  | 5,77 | 3,53 | 312      |
| Nossa Senhora da Graça | 32,69 | 22,84 | 13,49 | 13,24 | 9,84 | 2,79 | 823      |
| Santana                | 48,18 | 7,27  | 20,30 | 10,91 | 4,85 | 3,33 | 330      |
| São Matias             | 37,05 | 29,08 | 12,35 | 7,17  | 4,78 | 3,59 | 251      |
| São Simão              | 33,94 | 23,85 | 29,36 | 2,75  | 1,83 | 1,83 | 109      |
| Tolosa                 | 48,50 | 23,78 | 7,40  | 6,14  | 7,40 | 2,52 | 635      |
| Nisa                   | 38,30 | 25,10 | 12,04 | 9,45  | 7,93 | 2,34 | 4 741    |

### Ponte de Sôr
| Partido                 | Partido                        | Votos  | %               | +/-   |
| ----------------------- | ------------------------------ | ------ | --------------- | ----- |
|                         | Partido Socialista             | 3 232  | 35,33 / 100,00  | 14,32 |
|                         | Coligação Democrática Unitária | 1 929  | 21,09 / 100,00  | 0,08  |
|                         | Partido Social Democrata       | 1 649  | 18,03 / 100,00  | 1,08  |
|                         | Bloco de Esquerda              | 1 069  | 11,69 / 100,00  | 6,77  |
|                         | CDS – Partido Popular          | 651    | 7,12 / 100,00   | 3,71  |
|                         | PCTP/MRPP                      | 239    | 2,61 / 100,00   | 1,47  |
|                         | Outros                         | 137    | 1,49 / 100,00   |       |
| Votos Inválidos         | Votos Inválidos                | 241    | 2,63 / 100,00   | 0,53  |
| Total                   | Total                          | 9 147  | 100,00 / 100,00 |       |
| Eleitorado/Participação | Eleitorado/Participação        | 15 442 | 59,23 / 100,00  | 5,11  |

| Freguesia      | %     | %     | %     | %     | %    | %    | Votantes |
| Freguesia      | PS    | CDU   | PSD   | BE    | CDS  | PCTP | Votantes |
| -------------- | ----- | ----- | ----- | ----- | ---- | ---- | -------- |
| Foros de Arrão | 32,82 | 38,61 | 5,61  | 11,90 | 4,59 | 2,89 | 588      |
| Galveias       | 25,35 | 21,97 | 24,93 | 16,06 | 5,07 | 3,10 | 710      |
| Longomel       | 43,73 | 21,79 | 7,41  | 13,39 | 5,98 | 2,35 | 702      |
| Montargil      | 26,66 | 36,17 | 16,79 | 8,07  | 4,97 | 3,75 | 1 388    |
| Ponte de Sor   | 36,45 | 22,41 | 13,43 | 12,82 | 8,84 | 2,06 | 4 423    |
| Tramaga        | 45,42 | 19,55 | 9,04  | 10,06 | 7,01 | 3,05 | 885      |
| Vale de Açor   | 37,25 | 27,49 | 18,40 | 5,10  | 5,32 | 2,22 | 451      |
| Ponte de Sor   | 35,33 | 21,09 | 18,03 | 11,69 | 7,12 | 2,61 | 9 147    |

### Portalegre
| Partido                 | Partido                        | Votos  | %               | +/-   |
| ----------------------- | ------------------------------ | ------ | --------------- | ----- |
|                         | Partido Socialista             | 5 074  | 36,30 / 100,00  | 20,13 |
|                         | Partido Social Democrata       | 4 373  | 31,28 / 100,00  | 4,21  |
|                         | Bloco de Esquerda              | 1 573  | 11,25 / 100,00  | 6,22  |
|                         | CDS – Partido Popular          | 1 268  | 9,07 / 100,00   | 4,22  |
|                         | Coligação Democrática Unitária | 882    | 6,31 / 100,00   | 0,63  |
|                         | PCTP/MRPP                      | 159    | 1,14 / 100,00   | 0,69  |
|                         | Outros                         | 191    | 1,37 / 100,00   |       |
| Votos Inválidos         | Votos Inválidos                | 459    | 3,29 / 100,00   | 0,58  |
| Total                   | Total                          | 13 979 | 100,00 / 100,00 |       |
| Eleitorado/Participação | Eleitorado/Participação        | 22 300 | 62,69 / 100,00  | 4,13  |

| Freguesia       | %     | %     | %     | %     | %     | %    | Votantes |
| Freguesia       | PS    | PSD   | BE    | CDS   | CDU   | PCTP | Votantes |
| --------------- | ----- | ----- | ----- | ----- | ----- | ---- | -------- |
| Alagoa          | 50,99 | 29,31 | 3,45  | 9,36  | 1,48  | 0,49 | 406      |
| Alegrete        | 43,12 | 32,16 | 5,73  | 9,35  | 4,12  | 1,21 | 995      |
| Carreiras       | 30,79 | 38,17 | 7,89  | 15,01 | 2,80  | 0,76 | 393      |
| Fortios         | 39,19 | 26,29 | 12,10 | 6,94  | 10,12 | 1,79 | 1 008    |
| Reguengo        | 35,31 | 35,31 | 7,41  | 9,14  | 3,70  | 2,47 | 405      |
| Ribeira de Nisa | 37,15 | 32,49 | 11,98 | 8,66  | 3,60  | 1,07 | 751      |
| São Julião      | 30,53 | 47,33 | 6,11  | 7,25  | 2,29  | 0,76 | 262      |
| São Lourenço    | 29,09 | 40,64 | 10,10 | 9,73  | 5,25  | 0,99 | 3 238    |
| Sé              | 36,53 | 25,70 | 14,29 | 9,07  | 8,28  | 1,09 | 5 338    |
| Urra            | 44,63 | 27,05 | 10,40 | 7,44  | 5,24  | 1,18 | 1 183    |
| Portalegre      | 36,30 | 31,28 | 11,25 | 9,07  | 6,31  | 1,14 | 13 979   |

### Sousel
| Partido                 | Partido                        | Votos | %               | +/-   |
| ----------------------- | ------------------------------ | ----- | --------------- | ----- |
|                         | Partido Socialista             | 1 109 | 35,26 / 100,00  | 12,57 |
|                         | Partido Social Democrata       | 932   | 29,63 / 100,00  | 3,77  |
|                         | Coligação Democrática Unitária | 477   | 15,17 / 100,00  | 1,01  |
|                         | CDS – Partido Popular          | 220   | 7,00 / 100,00   | 4,47  |
|                         | Bloco de Esquerda              | 201   | 6,39 / 100,00   | 3,01  |
|                         | PCTP/MRPP                      | 80    | 2,54 / 100,00   | 1,36  |
|                         | Outros                         | 43    | 1,37 / 100,00   |       |
| Votos Inválidos         | Votos Inválidos                | 83    | 2,64 / 100,00   | 0,56  |
| Total                   | Total                          | 3 145 | 100,00 / 100,00 |       |
| Eleitorado/Participação | Eleitorado/Participação        | 4 707 | 66,82 / 100,00  | 1,40  |

| Freguesia   | %     | %     | %     | %    | %    | %    | Votantes |
| Freguesia   | PS    | PSD   | CDU   | CDS  | BE   | PCTP | Votantes |
| ----------- | ----- | ----- | ----- | ---- | ---- | ---- | -------- |
| Cano        | 43,64 | 25,19 | 11,10 | 8,23 | 5,24 | 2,37 | 802      |
| Casa Branca | 33,89 | 22,04 | 24,23 | 6,96 | 5,67 | 3,35 | 776      |
| Santo Amaro | 39,60 | 36,24 | 11,19 | 4,47 | 4,03 | 2,01 | 447      |
| Sousel      | 28,48 | 33,45 | 13,39 | 7,14 | 8,66 | 2,32 | 1 120    |
| Sousel      | 35,26 | 29,63 | 15,17 | 7,00 | 6,39 | 2,54 | 3 145    |